# الدرب (وشحة)

تعديل مصدري - تعديل

الدرب هي إحدى قرى عزلة بنى سعد بمديرية وشحة التابعة لمحافظة حجة، بلغ تعداد سكانها 10 نسمة حسب تعداد اليمن لعام 2004.